# Longyuanba (köpinghuvudort i Kina, Jiangxi Sheng, lat 24,94, long 114,45)
Longyuanba är en köpinghuvudort i Kina. Den ligger i provinsen Jiangxi, i den sydöstra delen av landet, omkring 440 kilometer söder om provinshuvudstaden Nanchang. Antalet invånare är 12 804. Befolkningen består av 6 240 kvinnor och 6 564 män. Barn under 15 år utgör 19,0 %, vuxna 15-64 år 71 %, och äldre över 65 år 8,0 %.
Runt Longyuanba är det ganska tätbefolkat, med 116 invånare per kvadratkilometer. Närmaste större samhälle är Beitou, 14,8 km öster om Longyuanba. I omgivningarna runt Longyuanba växer i huvudsak blandskog.
Genomsnittlig årsnederbörd är 2 068 millimeter. Den regnigaste månaden är maj, med i genomsnitt 388 mm nederbörd, och den torraste är oktober, med 15 mm nederbörd.